# Rana (kétéltűnem)
A Rana a kétéltűek (Amphibia) osztályába, valamint a békák (Anura) rendjébe és a valódi békafélék (Ranidae) családjába tartozó nem. A nem nevét a latin rana (béka) szóból kapta.

## Előfordulásuk
A nembe tartozó fajok Európában, Ázsiában, Észak- és Közép-Amerikában valamint Dél-Amerika északi részén honosak.

## Taxonómiai helyzete
A különböző rendszerek mintegy 50 – 100 fajt helyeznek ebbe a nembe. Sok olyan fajt, ami korábban a Rana nembe tartozott, ma már máshová sorolnak. Frost  a Rana nemet  a Rana temporaria  csoporthoz tartozó európai valódi békafélékre és az eurázsiai barna békákra korlátozta, bár más szerzők nem értettek egyet ezzel a rendszerezéssel. 2016-ban európai, ázsiai és észak-amerikai Rana-kutatók egy csapata felülvizsgálta a csoportot, és azt találták, hogy Frost rendszerezése nem monofiletikus csoportokat eredményezett. Yuan és munkatársai (2016) az összes észak-amerikai valódi békafélét a Rana részének tekintette, a jól elkülöníthető csoportokat pedig alnemekbe rendezte. Az alábbiakban mindkét rendszerezés látható.
A Rana nemről mostanában leválasztott nemek a Babina, a Clinotarsus, a Glandirana, a Hydrophylax, a Hylarana, a Lithobates, az Odorrana, a  Pelophylax, a Pulchrana, a Sanguirana és a Sylvirana. Ezek közül az Odorrana olyan közeli rokonságban áll magával a Rana nemmel, hogy elképzelhető, hogy egyszer ismét annak része lesz. A többi nem, különösen a Pelophylax távoli rokonságot mutat.
Folyamatosan írnak le új fajokat is.  A nembe kihalt fajok is tartoznak, ilyen például a Rana basaltica, amit Kínában miocén kori üledékekben fedeztek fel.

## Rendszerezés
A nembe az alábbi fajok tartoznak: 
- Rana amurensis Boulenger, 1886
- Mocsári béka (Rana arvalis) Nilsson, 1842
- Rana asiatica Bedriaga, 1898
- Rana aurora Baird & Girard, 1852
- Rana boylii Baird, 1854
- Rana cascadae Slater, 1939
- Rana chaochiaoensis Liu, 1946
- Rana chensinensis David, 1875
- Rana chevronta Hu & Ye, 1978
- Rana coreana Okada, 1928
- Rana culaiensis Li, Lu & Li, 2008
- Rana dabieshanensis Wang, Qian, Zhang, Guo, Pan, Wu, Wang, and Zhang, 2017
- Erdei béka (Rana dalmatina) Fitzinger, 1839
- Rana draytonii Baird & Girard, 1852
- Rana dybowskii Günther, 1876
- Rana graeca Boulenger, 1891
- Rana hanluica Shen, Jiang & Yang, 2007
- Rana huanrensis Fei, Ye & Huang, 1990
- Spanyol barnabéka (Rana iberica) Boulenger, 1879
- Rana italica Dubois, 1987
- Rana japonica Boulenger, 1879
- Rana jiemuxiensis Yan, Jiang, Chen, Fang, Jin, Li, Wang, Murphy, Che & Zhang, 2011
- Rana jiulingensis Wan, Lyu, and Wang, 2020
- Rana johnsi Smith, 1921
- Rana kobai Matsui, 2011
- Rana kukunoris Nikolskii, 1918
- Rana latastei Boulenger, 1879
- Rana longicrus Stejneger, 1898
- Rana luanchuanensis Zhao and Yuan, 2017
- Rana luteiventris Thompson, 1913
- Rana macrocnemis Boulenger, 1885
- Rana maoershanensis Lu, Li, and Jiang, 2007
- Rana muscosa Camp, 1917
- Rana neba Ryuzaki, Hasegawa & Kuramoto, 2014
- Rana omeimontis Ye & Fei, 1993
- Rana ornativentris Werner, 1903
- Rana parvipalmata López-Seoane, 1885
- Rana pirica Matsui, 1991
- Rana pretiosa Baird & Girard, 1853
- Rana pseudodalmatina Eiselt & Schmidtler, 1971
- Rana pyrenaica Serra-Cobo, 1993
- Rana sakuraii Matsui & Matsui, 1990
- Rana sangzhiensis Shen, 1986
- Rana sauteri Boulenger, 1909
- Rana shuchinae Liu, 1950
- Rana sierrae Camp, 1917
- Rana tagoi Okada, 1928
- Rana tavasensis Baran & Atatür, 1986
- Gyepi béka (Rana temporaria) Linnaeus, 1758
- Rana tsushimensis Stejneger, 1907
- Rana uenoi Matsui, 2014
- Rana ulma Matsui, 2011

- Rana zhenhaiensis Ye, Fei & Matsui, 1995

### Alternatív osztályozás
Az AmphibiaWeb az alábbi fajokat tartja nyilván:
Amerana alnem
- Rana aurora
- Rana boylii
- Rana cascadae
- Rana draytonii
- Rana luteiventris
- Rana muscosa
- Rana pretiosa
- Rana sierrae

Aquarana alnem
- Ökörbéka (Rana catesbeiana) Shaw, 1802
- Rana clamitans Latreille, 1801
- Rana grylio Stejneger, 1901
- Rana heckscheri Wright, 1924
- Rana okaloosae Moler, 1985
- Rana septentrionalis Baird, 1854
- Rana virgatipes Cope, 1891

Lithobates alnem (neotropikus valódi békafélék)
- Rana bwana Hillis & de Sá, 1988
- Rana juliani Hillis & de Sá, 1988
- Rana maculata Brocchi, 1877
- Rana palmipes Spix, 1824
- Rana vaillanti Brocchi, 1877
- Rana vibicaria (Cope, 1894)
- Rana warszewitschii Schmidt, 1857

Liuhurana alnem
- Rana shuchinae Liu, 1950

Pantherana alnem
- Rana areolata Baird & Girard, 1852
- Rana berlandieri Baird, 1859
- Rana blairi Mecham et al., 1973
- Rana brownorum Sanders, 1973
- Rana capito LeConte, 1855
- Rana chichicuahutla Cuellar, Méndez-De La Cruz, & Villagrán-Santa Cruz, 1996
- Rana chiricahuensis Platz & Mecham, 1979
- Rana dunni Zweifel, 1957
- Rana fisheri Stejneger, 1893
- Rana forreri Boulenger, 1883
- Rana kauffeldi Feinberg et al., 2014
- Rana lemosespinali Smith & Chiszar, 2003
- Rana lenca (Luque-Montes et al., 2018)
- Rana macroglossa Brocchi, 1877
- Rana magnaocularis Frost & Bagnara, 1974
- Rana megapoda Taylor, 1942
- Rana miadis Barbour & Loveridge, 1929
- Rana montezumae Baird, 1854
- Rana neovolcanica Hillis & Frost, 1985
- Rana omiltemana Günther, 1900
- Rana onca Cope, 1875
- Rana palustris LeConte, 1825
- Rana pipiens Schreber, 1782
- Rana sevosa Goin & Netting, 1940
- Rana spectabilis Hillis & Frost, 1985
- Rana sphenocephala Cope, 1886
- Rana taylori Smith, 1959
- Rana tlaloci Hillis & Frost, 1985
- Rana yavapaiensis Platz & Frost, 1984

Pseudorana alnem
- Rana weiningensis

Rana alnem (eurázsiai barna békák)
- Rana amurensis
- Mocsári béka (Rana arvalis)
- Rana asiatica
- Rana camerani
- Rana chaochiaoensis
- Rana chensinensis
- Rana chevronta
- Rana coreana
- Rana culaiensis
- Erdei béka (Rana dalmatina)
- Rana dybowskii
- Rana graeca
- Rana hanluica
- Rana holtzi
- Rana huanrenensis
- Spanyol barnabéka (Rana iberica)
- Rana italica
- Rana japonica
- Rana jiemuxiensis
- Rana johnsi
- Rana kobai
- Rana kukunoris
- Rana latastei
- Rana longicrus
- Rana macrocnemis
- Rana maoershanensis
- Rana neba
- Rana omeimontis
- Rana ornativentris
- Rana pirica
- Rana pseudodalmatina
- Rana pyrenaica
- Rana sakuraii
- Rana sangzhiensis
- Rana sauteri
- Rana tagoi
- Rana tavasensis
- Gyepi béka (Rana temporaria)
- Rana tsushimensis
- Rana uenoi
- Rana ulma
- Rana zhengi
- Rana zhenhaiensis

Zweifelia alnem
- Rana johni Blair, 1965
- Rana psilonota Webb, 2001
- Rana pueblae Zweifel, 1955
- Rana pustulosa Boulenger, 1883
- Rana sierramadrensis Taylor, 1939
- Rana tarahumarae Boulenger, 1917
- Rana zweifeli Hillis, Frost, and Webb, 1984